# 淳于髡
淳于髡（约前386年—前310年），齊國黄縣（今山東省龍口市）人，戰國時期齊國政治家、思想家，齊之贅婿，以滑稽多辯聞名。杯盤狼藉、墮珥遺簪、樂極生悲、一鳴驚人等成語與其有關。著有《王度記》、《十酒說》等。

## 生平
淳于髡是齊國人，是一名贅婿。身高不足七尺，博聞強記，善於辯論，經常代表齊國出使各國，從未曾受到屈辱。
淳于髡為稷下學派中人，仰慕晏嬰為人，以承意觀色為務。曾經被引見魏惠王，前兩次因注意到魏惠王注意力不集中在自己身上而不發一言。後魏惠王聽聞後再次召見淳于髡，相談三日三夜仍不疲倦。魏惠王想封淳于髡為卿，被淳于髡拒絕。魏惠王於是送給淳于髡“安車駕駟，束帛加璧，黃金百鎰”，但淳于髡終身不仕於魏。
当时齐威王不闻政事，沉浸于酒色之中，政事都推给公卿、大夫。当时官吏混乱，诸侯各国纷纷入侵，国家存亡危机，可是周围的官员都不敢劝阻齐威王。淳于髡则比喻道：“齐国有一只大鸟，在大王的庭院中，三年从来不鸣叫，不知道为什么它这样？”齐威王说道：“此鸟不飞则已，一飞冲天；不鸣则已，一鸣惊人。”于是召集各国官员，赏罚分明，并开始出兵征战。诸侯各国纷纷震惊，归还入侵齐地。这也是成语”一鸣惊人“的出处。
邹忌为相，淳于髡向其提出五条建议，得到邹忌采纳。
齐威王八年，楚国发兵进攻齐国。齐威王派遣淳于髡出使赵国，请求援兵，送黄金百斤，车马十驷。淳于髡仰天大笑，齐威王说：“先生认为太少了么？”淳于髡回答道：“何敢！”齐威王问原因，淳于髡解釋道，他剛剛看到東邊有一个人祭土地神，只拿着一支豬腳和一杯酒，卻許願在狹地、低地上五谷丰收，祭品那麼少，願望卻那麼多。暗諷齐威王想要淳于髡說服趙國出兵援助，但卻不給足夠的籌碼讓淳于髡與趙國談判。于是齐威王增加黄金千斤，白璧十双，车马百驷。淳于髡到赵国順利请来十万精兵，楚国听闻后当夜就撤兵。
齐威王因此大喜，在后宫摆宴庆贺，召淳于髡并赐酒。齐威王问其能饮多少酒时，淳于髡說：「大王賜酒給我喝的時候，旁邊有執法，後面有御史，我只敢跪伏在地上喝，所以喝不到一斗就醉了；有次父輩的客人親自來我家，我捲起袖子，將手臂束起，長跪著彎腰鞠躬服侍敬酒，我偶爾喝到剩下的殘酒，再向他敬酒祝壽，這樣幾次，喝不到兩斗就醉了；有次很久沒見面的朋友，突然看到了，高興的說些舊事私話，大約喝了五六斗就醉了；有次參加了鄉里民間的聚會，男人與女人們不分性別雜坐一起，按順序敬酒留下，下下六博棋，玩玩投壺的遊戲，互相吸引成對，也牽著手不罰酒了，彼此雙眼直視。對方喝醉到連耳環和髮簪都落下了，我偷偷出聲跟著哼歌，喝了八斗，也醉了二到三分。一直到夕陽西下，酒席將散，用同一個酒樽喝酒，大家靠緊而坐，男人女人在同一張席上，鞋子胡亂擺在一起，杯子和盤子像狼窩的雜草。直到屋子裡面的燭火滅了，主人將我留下送走客人，解下了綢緞的短衣，我微微聞到了香味。在這個時候，我的心中最高興，可以喝一石酒。所以有人說酒極生亂，樂極生悲，言不可極，極之而衰。什麼事都是一樣。」所以借机讽谏，自己饮酒量根據場合可多可少，一旦周遭環境放縱，人的行為也會脫序，故而飲酒量大增，從一斗變成一石（十斗為一石），甚至沒有極限值。齐威王听信此言，并从此罢长夜之饮。
淳于髡曾奉齊王之命，出使楚国进献天鹅，但出都门后，失手讓天鹅飞去。淳于髡就想了一套假話，拿着空鸟笼对楚王说：“我经过河边，不忍心天鹅口渴，于是放天鹅出笼喝水，不料天鹅飞走了。我本想自刎或自縊，但怕他人议论大王重鸟轻人；我想去買個鳥來替代，又怕這是不守信用的詐騙大王；我想逃跑，但又担心这会破坏两国关系。因此，我特地前来叩頭请罪。”楚王说：“好啊！齐国竟有这样的信义之人。”赏赐比天鹅没飞走时多出一倍。
据《吕氏春秋》记载，齐王曾想让淳于髡担任太子太傅，淳于髡以不肖推辞。
淳于髡曾经询问孟轲：“男女授受不亲，是礼法麼？”孟轲答道“是礼法。”淳于髡接着问道：“那么嫂子溺水是否该用手拉她一把來援救呢？”孟轲认为，不救就是「豺狼」，“男女授受不親”，是禮法也；“嫂溺援之以手者”，是權變。淳于髡进一步追问道：“如今天下人溺水了，夫子为何不救呢？”孟轲回答道：“天下人都溺水，应该用‘道’去援救；嫂子溺水了，应该用「手」去援救。难道您想用徒手援救天下吗？”
孟轲离开齐国，淳于髡责问道：“你身居三卿之位，没有尽到责任就走了，仁人难道是这样的吗？”孟子举出伯夷、伊尹和柳下惠的例子，表明进退久速，君子不必相同。淳于髡举出鲁国公儀休為政，子柳、子思為臣时国力仍然日益削弱的例子，认为贤人没用。而孟子认为虞国不任用百里奚而灭亡，秦国任用百里奚而兴盛，有贤人而不重用将会灭亡，仅仅削弱何足道。淳于髡认为王豹、綿駒、華周妻、杞梁妻等都只是唱歌或哭泣而已，但都对周围的人产生影响，移風易俗，贤人定会有功。孟子最后以孔子自比，认为“君子之所為，眾人固不識”。
淳于髡有次一個早上向齐宣王推舉了七人，齐宣王问道：“人家說千里之大，出了一個賢士，叫做『賢士們比肩而立』；百世之久，才有一個聖人，叫做『聖人們隨踵而至』。你怎么能能够一天引见七人给我呢？人才难道不是太多了麼？”淳于髡回答道：“物以类聚，人以群分。我淳于髡是贤人，大王透过我求取贤人，就像从河中取水，从燧石中取火一样，我还有人要引见，何止七人啊！”

## 延伸阅读
[在维基数据编辑]
 《史記/卷074》，出自司馬遷《史記》
 《史記/卷126》，出自司馬遷《史記》